# Villers-Guislain
Villers-Guislain é uma comuna francesa na região administrativa de Altos da França, no departamento do Norte. Estende-se por uma área de 11.27 km². Em 2010 a comuna tinha 701 habitantes (densidade: 62,2 hab./km²).